# Franci Petek
Franci Petek (ur. 15 czerwca 1971 w Lescach) – jugosłowiański i słoweński skoczek narciarski, mistrz świata z 1991, dwukrotny medalista mistrzostw świata juniorów w drużynie, dwukrotny uczestnik zimowych igrzysk olimpijskich, sześciokrotny mistrz Słowenii, reprezentant klubu SSK Stol Žirovnica, dziennikarz telewizyjny, z zawodu geograf.

## Życiorys
W Pucharze Świata zadebiutował 26 marca 1988 w Planicy, gdzie zajął 64. miejsce. 11 lutego 1990 wygrał pierwsze i jedyne w karierze zawody PŚ w Engelbergu. Poza tym jeszcze cztery razy stanął na podium pucharowych zawodów. Pierwszy raz miało to miejsce 8 grudnia 1990 w Thunder Bay, drugi raz dzień później w tym samym miejscu, trzeci raz 6 stycznia 1992 w Bischofshofen i czwarty 23 stycznia 1993 w Predazzo.
W 1989 w Vang zdobył srebrny medal mistrzostw świata juniorów w drużynie. Reprezentacja Jugosławii, w której poza Petkiem wystąpili: Goran Janus, Marjan Kropar i Primož Kopač, przegrała wówczas z Austriakami. Rok później w Szczyrbskim Jeziorze zespół w składzie: Damjan Fras, Sašo Komovec, Tomaž Knafelj i Franci Petek, wywalczył brązowy medal po przegranej z drużynami Austrii i Finlandii.
W lutym 1991 w Predazzo, jako pierwszy reprezentant swojego kraju, zdobył złoty medal mistrzostw świata w skokach. Dzięki temu w Słowenii został wybrany sportowcem roku 1991.
W 1992 i 1994 uczestniczył w zimowych igrzyskach olimpijskich. Podczas ceremonii otwarcia igrzysk w Albertville pełnił funkcję chorążego reprezentacji Słowenii. W konkursach skoków na tych igrzyskach zajął 21. miejsce na skoczni normalnej, ósme na skoczni dużej i szóste w drużynie. W zawodach w Lillehammer był natomiast 38. w konkursie indywidualnym na skoczni dużej. 12 marca 1995 na mistrzostwach świata w Thunder Bay zajął 20. miejsce i był to ostatni występ Petka na międzynarodowej arenie.
Poza osiągnięciami na arenie międzynarodowej, Petek sześciokrotnie został również mistrzem Słowenii w skokach narciarskich. Z zawodu jest geografem. W 1998 został członkiem Geograficznego Instytutu im. Antona Melika. W 2001 ukończył studia magisterskie na Uniwersytecie w Lublanie, a w grudniu 2004 – studia doktoranckie. W 2000 wziął ślub z Poloną Kamenšek, z którą ma dwoje dzieci.
W kwietniu 2007 zastąpił Primoža Ulagę na stanowisku dyrektora sportowego Słoweńskiego Związku Narciarskiego.

## Igrzyska olimpijskie
| Igrzyska          | Data           | Skocznia | Konkurs | Skok 1    | Skok 1 | Skok 2    | Skok 2 | Nota łączna   | Miejsce | Strata | Zwycięzca     | Źródła               |
| Igrzyska          | Data           | Skocznia | Konkurs | Odległość | Nota   | Odległość | Nota   | Nota łączna   | Miejsce | Strata | Zwycięzca     | Źródła               |
| ----------------- | -------------- | -------- | ------- | --------- | ------ | --------- | ------ | ------------- | ------- | ------ | ------------- | -------------------- |
| 1992, Albertville | 9 lutego 1992  | normalna | ind.    | 79,5      | 93,7   | 83,0      | 99,8   | 193,5         | 21.     | 29,3   | Ernst Vettori | [ 10 ] [ 11 ] [ 12 ] |
| 1992, Albertville | 16 lutego 1992 | duża     | ind.    | 107,0     | 94,8   | 99,5      | 82,3   | 177,1         | 8.      | 62,4   | Toni Nieminen | [ 13 ] [ 14 ] [ 15 ] |
| 1992, Albertville | 16 lutego 1992 | duża     | druż.   | 109,5     | 96,8   | 103,0     | 87,2   | 543,3 (184,0) | 6.      | 101,1  | Finlandia     | [ 17 ] [ 18 ] [ 19 ] |
| 1994, Lillehammer | 20 lutego 1994 | duża     | ind.    | 95,0      | 69,5   | 91,5      | 62,7   | 132,2         | 38.     | 142,3  | Jens Weißflog | [ 20 ] [ 21 ] [ 22 ] |

## Mistrzostwa świata
| Mistrzostwa         | Data           | Skocznia | Konkurs | Skok 1    | Skok 1 | Skok 2    | Skok 2 | Nota łączna   | Miejsce | Strata | Zwycięzca      | Źródła        |
| Mistrzostwa         | Data           | Skocznia | Konkurs | Odległość | Nota   | Odległość | Nota   | Nota łączna   | Miejsce | Strata | Zwycięzca      | Źródła        |
| ------------------- | -------------- | -------- | ------- | --------- | ------ | --------- | ------ | ------------- | ------- | ------ | -------------- | ------------- |
| 1991, Val di Fiemme | 10 lutego 1991 | duża     | ind.    | 115,5     |        | 117,0     |        | 217,5         | 1.      | –      | –              | [ 23 ]        |
| 1991, Val di Fiemme | 8 lutego 1991  | duża     | druż.   | 112,0     |        | 111,5     |        | 479,4 (197,9) | 8.      | 88,2   | Austria        | [ 24 ] [ 25 ] |
| 1991, Val di Fiemme | 16 lutego 1991 | normalna | ind.    | 83,0      |        | 90,0      |        | 210,8         | 8.      | 12,1   | Heinz Kuttin   | [ 26 ]        |
| 1995, Thunder Bay   | 12 marca 1995  | normalna | ind.    | 85,5      | 103,0  | 79,0      | 97,0   | 200,0         | 20.     | 66,0   | Takanobu Okabe | [ 27 ]        |
| 1995, Thunder Bay   | 16 marca 1995  | duża     | druż.   | 88,0      | 48,4   |           |        | 563,5         | 9.      | 325,5  | Finlandia      | [ 28 ]        |

## Mistrzostwa świata w lotach narciarskich
| Mistrzostwa     | Data           | Skocznia | Konkurs | Skok 1    | Skok 1 | Skok 2    | Skok 2 | Skok 3    | Skok 3 | Nota łączna | Miejsce | Strata | Zwycięzca    | Źródła |
| Mistrzostwa     | Data           | Skocznia | Konkurs | Odległość | Nota   | Odległość | Nota   | Odległość | Nota   | Nota łączna | Miejsce | Strata | Zwycięzca    | Źródła |
| --------------- | -------------- | -------- | ------- | --------- | ------ | --------- | ------ | --------- | ------ | ----------- | ------- | ------ | ------------ | ------ |
| 1990, Vikersund | 25 lutego 1990 | mamucia  | ind.    | 149,0     |        | 152,0     |        | 130,0     |        | 311,0       | 22.     | 46,7   | Dieter Thoma | [ 29 ] |

## Mistrzostwa świata juniorów
| Mistrzostwa               | Data          | Skocznia | Konkurs | Skok 1    | Skok 1 | Skok 2    | Skok 2 | Nota łączna   | Miejsce | Strata | Zwycięzca         | Źródła |
| Mistrzostwa               | Data          | Skocznia | Konkurs | Odległość | Nota   | Odległość | Nota   | Nota łączna   | Miejsce | Strata | Zwycięzca         | Źródła |
| ------------------------- | ------------- | -------- | ------- | --------- | ------ | --------- | ------ | ------------- | ------- | ------ | ----------------- | ------ |
| 1987, Asiago              | 7 lutego 1987 | normalna | ind.    | 83,5      |        | 83,0      |        | 177,4         | 26.     | 51,4   | Ari-Pekka Nikkola | [ 30 ] |
| 1987, Asiago              | 9 lutego 1987 | normalna | druż.   | 82,0      |        | 83,0      |        | 517,8 (178,0) | 11.     | 96,6   | NRD               | [ 31 ] |
| 1989, Vang                | 16 marca 1989 | normalna | ind.    | 74,5      |        | 70,5      |        | 186,4         | 18.     | 37,4   | Kent Johanssen    | [ 32 ] |
| 1989, Vang                | 17 marca 1989 | normalna | druż.   | 72,5      |        | 77,5      |        | 603,2 (191,9) | 2.      | 22,3   | Austria           | [ 33 ] |
| 1990, Szczyrbskie Jezioro | 29 marca 1990 | normalna | ind.    | 86,0      |        | 79,0      |        | 207,3         | 4.      | 9,6    | Heinz Kuttin      | [ 34 ] |
| 1990, Szczyrbskie Jezioro | 30 marca 1990 | normalna | druż.   | 83,5      |        | 83,5      |        | 591,9 (208,2) | 3.      | 35,2   | Austria           | [ 35 ] |

## Puchar Świata

### Miejsca w klasyfikacji generalnej
| Sezon     | Miejsce |
| --------- | ------- |
| 1989/1990 | 21.     |
| 1990/1991 | 11.     |
| 1991/1992 | 13.     |
| 1992/1993 | 21.     |
| 1993/1994 | 46.     |
| 1994/1995 | 20.     |

### Miejsca na podium w zawodach indywidualnych chronologicznie
| Nr | Data             | Miejscowość   | Skocznia                   | Nota      | Pozycja | Strata   | Zwycięzca      |
| -- | ---------------- | ------------- | -------------------------- | --------- | ------- | -------- | -------------- |
| 1. | 11 lutego 1990   | Engelberg     | Gross-Titlis-Schanze       | 212,0 pkt | 1.      | –        | –              |
| 2. | 8 grudnia 1990   | Thunder Bay   | Normal Thunder             | 215,4 pkt | 3.      | 9,3 pkt  | Andreas Felder |
| 3. | 9 grudnia 1990   | Thunder Bay   | Big Thunder                | 210,9 pkt | 2.      | 2,8 pkt  | Andreas Felder |
| 4. | 6 stycznia 1992  | Bischofshofen | Paul-Ausserleitner-Schanze | 213,6 pkt | 3.      | 11,9 pkt | Toni Nieminen  |
| 5. | 23 stycznia 1993 | Predazzo      | Trampolino Dal Ben K-120   | 191,9 pkt | 2.      | 31,3 pkt | Noriaki Kasai  |

### Miejsca w poszczególnych konkursach indywidualnychPucharu Świata
| Źródło | Źródło      | Źródło      | Źródło                 | Źródło     | Źródło                 | Źródło                 | Źródło                 | Źródło        | Źródło        | Źródło          | Źródło          | Źródło          | Źródło       | Źródło      | Źródło       | Źródło        | Źródło      | Źródło      | Źródło          | Źródło       | Źródło              | Źródło  | Źródło  | Źródło  | Źródło | Źródło | Źródło | Źródło | Źródło | Źródło | Źródło | Źródło | Źródło | Źródło | Źródło | Źródło | Źródło | Źródło | Źródło | Źródło | Źródło | Źródło | Źródło | Źródło | Źródło | Źródło | Źródło | Źródło | Źródło |
| --- | ----------- | ----------- | ---------------------- | ---------- | ---------------------- | ---------------------- | ---------------------- | ------------- | ------------- | --------------- | --------------- | --------------- | ------------ | ----------- | ------------ | ------------- | ----------- | ----------- | --------------- | ------------ | ------------------- | ------- | ------- | ------- | ------ | ------ | ------ | ------ | ------ | ------ | ------ | ------ | ------ | ------ | ------ | ------ | ------ | ------ | ------ | ------ | ------ | ------ | ------ | ------ | ------ | ------ | ------ | ------ | ------ |
| Sezon 1987/1988                                                                                                   |             |             |                        |            |                        |                        |                        |               |               |                 |                 |                 |              |             |              |               |             |             |                 |              |                     |         |         |         |        |        |        |        |        |        |        |        |        |        |        |        |        |        |        |        |        |        |        |        |        |        |        |        |        |
| Thunder Bay | Thunder Bay | Lake Placid | Lake Placid            | Sapporo    | Sapporo                | Oberstdorf             | Garmisch-Partenkirchen | Innsbruck     | Bischofshofen | Gallio          | Sankt Moritz    | Gstaad          | Engelberg    | Lahti       | Lahti        | Meldal        | Oslo        | Planica     | Planica         | punkty       | punkty              | punkty  | punkty  | punkty  | punkty | punkty | punkty | punkty | punkty | punkty | punkty | punkty | punkty | punkty | punkty | punkty | punkty | punkty |        |        |        |        |        |        |        |        |        |        |        |
| - | -           | -           | -                      | -          | -                      | -                      | -                      | -             | -             | -               | -               | -               | -            | -           | -            | -             | -           | 64          | 68              | 0            | 0                   | 0       | 0       | 0       | 0      | 0      | 0      | 0      | 0      | 0      | 0      | 0      | 0      | 0      | 0      | 0      | 0      | 0      |        |        |        |        |        |        |        |        |        |        |        |
| Sezon 1988/1989                                                                                                   |             |             |                        |            |                        |                        |                        |               |               |                 |                 |                 |              |             |              |               |             |             |                 |              |                     |         |         |         |        |        |        |        |        |        |        |        |        |        |        |        |        |        |        |        |        |        |        |        |        |        |        |        |        |
| Thunder Bay | Thunder Bay | Lake Placid | Lake Placid            | Sapporo    | Sapporo                | Oberstdorf             | Garmisch-Partenkirchen | Innsbruck     | Bischofshofen | Liberec         | Harrachov       | Oberhof         | Oberhof      | Chamonix    | Oslo         | Örnsköldsvik  | Harrachov   | Planica     | Planica         | punkty       | punkty              | punkty  | punkty  | punkty  | punkty | punkty | punkty | punkty | punkty | punkty | punkty | punkty | punkty | punkty | punkty | punkty | punkty | punkty |        |        |        |        |        |        |        |        |        |        |        |
| - | -           | -           | -                      | -          | -                      | -                      | -                      | -             | -             | -               | -               | -               | -            | -           | -            | -             | -           | 75          | 44              | 0            | 0                   | 0       | 0       | 0       | 0      | 0      | 0      | 0      | 0      | 0      | 0      | 0      | 0      | 0      | 0      | 0      | 0      | 0      |        |        |        |        |        |        |        |        |        |        |        |
| Sezon 1989/1990                                                                                                   |             |             |                        |            |                        |                        |                        |               |               |                 |                 |                 |              |             |              |               |             |             |                 |              |                     |         |         |         |        |        |        |        |        |        |        |        |        |        |        |        |        |        |        |        |        |        |        |        |        |        |        |        |        |
| Thunder Bay | Thunder Bay | Lake Placid | Lake Placid            | Sapporo    | Sapporo                | Oberstdorf             | Garmisch-Partenkirchen | Innsbruck     | Bischofshofen | Harrachov       | Liberec         | Zakopane        | Sankt Moritz | Gstaad      | Engelberg    | Predazzo      | Predazzo    | Lahti       | Lahti           | Örnsköldsvik | Sollefteå           | Raufoss | Planica | Planica | punkty |        |        |        |        |        |        |        |        |        |        |        |        |        |        |        |        |        |        |        |        |        |        |        |        |
| - | -           | -           | -                      | -          | -                      | 18                     | 32                     | 15            | 34            | -               | -               | -               | 19           | 18          | 1            | 21            | 10          | 6           | 19              | 15           | 50                  | 41      | 15      | 14      | 46     |        |        |        |        |        |        |        |        |        |        |        |        |        |        |        |        |        |        |        |        |        |        |        |        |
| Sezon 1990/1991                                                                                                   |             |             |                        |            |                        |                        |                        |               |               |                 |                 |                 |              |             |              |               |             |             |                 |              |                     |         |         |         |        |        |        |        |        |        |        |        |        |        |        |        |        |        |        |        |        |        |        |        |        |        |        |        |        |
| Lake Placid | Lake Placid | Thunder Bay | Thunder Bay            | Sapporo    | Sapporo                | Oberstdorf             | Garmisch-Partenkirchen | Innsbruck     | Bischofshofen | Oberhof         | Bad Mitterndorf | Bad Mitterndorf | Lahti        | Lahti       | Bollnäs      | Falun         | Trondheim   | Oslo        | Planica         | Planica      | Szczyrbskie Jezioro | punkty  | punkty  | punkty  | punkty | punkty | punkty | punkty | punkty | punkty | punkty | punkty | punkty | punkty | punkty | punkty | punkty | punkty | punkty | punkty |        |        |        |        |        |        |        |        |        |
| 5 | 10          | 3           | 2                      | 6          | 38                     | 45                     | 32                     | 7             | 6             | 5               | 4               | 15              | 8            | 11          | 25           | 19            | 20          | 9           | 25              | 9            | 23                  | 132     | 132     | 132     | 132    | 132    | 132    | 132    | 132    | 132    | 132    | 132    | 132    | 132    | 132    | 132    | 132    | 132    | 132    | 132    |        |        |        |        |        |        |        |        |        |
| Sezon 1991/1992                                                                                                   |             |             |                        |            |                        |                        |                        |               |               |                 |                 |                 |              |             |              |               |             |             |                 |              |                     |         |         |         |        |        |        |        |        |        |        |        |        |        |        |        |        |        |        |        |        |        |        |        |        |        |        |        |        |
| Thunder Bay | Thunder Bay | Sapporo     | Sapporo                | Oberstdorf | Garmisch-Partenkirchen | Innsbruck              | Bischofshofen          | Predazzo      | Sankt Moritz  | Engelberg       | Oberstdorf      | Oberstdorf      | Lahti        | Lahti       | Örnsköldsvik | Trondheim     | Trondheim   | Oslo        | MŚL – Harrachov | Planica      | punkty              | punkty  | punkty  | punkty  | punkty | punkty | punkty | punkty | punkty | punkty | punkty | punkty | punkty | punkty | punkty | punkty | punkty | punkty | punkty |        |        |        |        |        |        |        |        |        |        |
| 23 | 11          | -           | -                      | 10         | 4                      | 8                      | 3                      | 15            | 18            | 9               | 17              | 16              | 7            | 20          | 15           | 14            | 10          | 48          | -               | 33           | 72                  | 72      | 72      | 72      | 72     | 72     | 72     | 72     | 72     | 72     | 72     | 72     | 72     | 72     | 72     | 72     | 72     | 72     | 72     |        |        |        |        |        |        |        |        |        |        |
| Sezon 1992/1993                                                                                                   |             |             |                        |            |                        |                        |                        |               |               |                 |                 |                 |              |             |              |               |             |             |                 |              |                     |         |         |         |        |        |        |        |        |        |        |        |        |        |        |        |        |        |        |        |        |        |        |        |        |        |        |        |        |
| Falun | Falun       | Ruhpolding  | Sapporo                | Sapporo    | Oberstdorf             | Garmisch-Partenkirchen | Innsbruck              | Bischofshofen | Predazzo      | Bad Mitterndorf | Bad Mitterndorf | Lahti           | Lahti        | Lillehammer | Oslo         | Planica       | punkty      | punkty      | punkty          | punkty       | punkty              | punkty  | punkty  | punkty  | punkty | punkty | punkty | punkty | punkty | punkty | punkty | punkty | punkty | punkty | punkty |        |        |        |        |        |        |        |        |        |        |        |        |        |        |
| 13 | 16          | 45          | 27                     | 14         | 26                     | 16                     | 13                     | 9             | 2             | -               | -               | -               | -            | -           | -            | -             | 35          | 35          | 35              | 35           | 35                  | 35      | 35      | 35      | 35     | 35     | 35     | 35     | 35     | 35     | 35     | 35     | 35     | 35     | 35     |        |        |        |        |        |        |        |        |        |        |        |        |        |        |
| Legenda (do sezonu 1992/1993)                                                                                     |             |             |                        |            |                        |                        |                        |               |               |                 |                 |                 |              |             |              |               |             |             |                 |              |                     |         |         |         |        |        |        |        |        |        |        |        |        |        |        |        |        |        |        |        |        |        |        |        |        |        |        |        |        |
| 1 2 3 4-10 11-15 poniżej 15 q – zawodnik nie zakwalifikował się - – zawodnik nie wystartował                      |             |             |                        |            |                        |                        |                        |               |               |                 |                 |                 |              |             |              |               |             |             |                 |              |                     |         |         |         |        |        |        |        |        |        |        |        |        |        |        |        |        |        |        |        |        |        |        |        |        |        |        |        |        |
| Sezon 1993/1994                                                                                                   |             |             |                        |            |                        |                        |                        |               |               |                 |                 |                 |              |             |              |               |             |             |                 |              |                     |         |         |         |        |        |        |        |        |        |        |        |        |        |        |        |        |        |        |        |        |        |        |        |        |        |        |        |        |
| Planica | Planica     | Predazzo    | Courchevel             | Engelberg  | Oberstdorf             | Garmisch-Partenkirchen | Innsbruck              | Bischofshofen | Murau         | Liberec         | Liberec         | Sapporo         | Sapporo      | Lahti       | Örnsköldsvik | MŚL – Planica | Thunder Bay | Thunder Bay | punkty          | punkty       | punkty              | punkty  | punkty  | punkty  | punkty | punkty | punkty | punkty | punkty | punkty | punkty | punkty | punkty | punkty | punkty | punkty | punkty |        |        |        |        |        |        |        |        |        |        |        |        |
| 12 | 38          | 16          | 45                     | 31         | -                      | -                      | 37                     | 32            | 32            | 37              | 13              | -               | -            | -           | -            | -             | -           | -           | 57              | 57           | 57                  | 57      | 57      | 57      | 57     | 57     | 57     | 57     | 57     | 57     | 57     | 57     | 57     | 57     | 57     | 57     | 57     |        |        |        |        |        |        |        |        |        |        |        |        |
| Sezon 1994/1995                                                                                                   |             |             |                        |            |                        |                        |                        |               |               |                 |                 |                 |              |             |              |               |             |             |                 |              |                     |         |         |         |        |        |        |        |        |        |        |        |        |        |        |        |        |        |        |        |        |        |        |        |        |        |        |        |        |
| Planica | Planica     | Oberstdorf  | Garmisch-Partenkirchen | Innsbruck  | Bischofshofen          | Willingen              | Engelberg              | Engelberg     | Sapporo       | Sapporo         | Lahti           | Lahti           | Kuopio       | Falun       | Falun        | Lillehammer   | Oslo        | Vikersund   | Vikersund       | Oberstdorf   | punkty              | punkty  | punkty  | punkty  | punkty | punkty | punkty | punkty | punkty | punkty | punkty | punkty | punkty | punkty | punkty | punkty | punkty | punkty | punkty |        |        |        |        |        |        |        |        |        |        |
| 10 | 5           | 18          | 11                     | 22         | 17                     | 35                     | 39                     | 13            | -             | -               | 21              | -               | 37           | 36          | 6            | 17            | -           | -           | -               | -            | 215                 | 215     | 215     | 215     | 215    | 215    | 215    | 215    | 215    | 215    | 215    | 215    | 215    | 215    | 215    | 215    | 215    | 215    | 215    |        |        |        |        |        |        |        |        |        |        |
| Legenda |             |             |                        |            |                        |                        |                        |               |               |                 |                 |                 |              |             |              |               |             |             |                 |              |                     |         |         |         |        |        |        |        |        |        |        |        |        |        |        |        |        |        |        |        |        |        |        |        |        |        |        |        |        |
| 1 2 3 4-10 11-30 poniżej 30 dq – dyskwalifikacja q – zawodnik nie zakwalifikował się - – zawodnik nie wystartował |             |             |                        |            |                        |                        |                        |               |               |                 |                 |                 |              |             |              |               |             |             |                 |              |                     |         |         |         |        |        |        |        |        |        |        |        |        |        |        |        |        |        |        |        |        |        |        |        |        |        |        |        |        |

### Turniej Czterech Skoczni

#### Miejsca w klasyfikacji generalnej
| Sezon     | Miejsce | Źr.    |
| --------- | ------- | ------ |
| 1989/1990 | 21.     | [ 36 ] |
| 1990/1991 | 17.     | [ 38 ] |
| 1991/1992 | 4.      | [ 36 ] |
| 1992/1993 | 12.     | [ 36 ] |
| 1993/1994 | 46.     | [ 39 ] |
| 1994/1995 | 15.     | [ 36 ] |

### Puchar Świata w lotach

#### Miejsca w klasyfikacji generalnej
| Sezon     | Miejsce |
| --------- | ------- |
| 1990/1991 | 11.     |

## Letnie Grand Prix

### Miejsca w klasyfikacji generalnej
| Sezon | Miejsce |
| ----- | ------- |
| 1994  | 31.     |

### Miejsca w poszczególnych konkursach indywidualnychLGP
| Źródło                                                   | Źródło   | Źródło | Źródło | Źródło | Źródło | Źródło | Źródło | Źródło | Źródło | Źródło | Źródło | Źródło | Źródło | Źródło | Źródło | Źródło | Źródło | Źródło | Źródło | Źródło | Źródło | Źródło | Źródło | Źródło | Źródło | Źródło |
| -------------------------------------------------------- | -------- | ------ | ------ | ------ | ------ | ------ | ------ | ------ | ------ | ------ | ------ | ------ | ------ | ------ | ------ | ------ | ------ | ------ | ------ | ------ | ------ | ------ | ------ | ------ | ------ | ------ |
| 1994                                                     |          |        |        |        |        |        |        |        |        |        |        |        |        |        |        |        |        |        |        |        |        |        |        |        |        |        |
| Hinterzarten                                             | Predazzo | Stams  | punkty |        |        |        |        |        |        |        |        |        |        |        |        |        |        |        |        |        |        |        |        |        |        |        |
| 42                                                       | 33       | 18     | 442,6  |        |        |        |        |        |        |        |        |        |        |        |        |        |        |        |        |        |        |        |        |        |        |        |
| Legenda                                                  |          |        |        |        |        |        |        |        |        |        |        |        |        |        |        |        |        |        |        |        |        |        |        |        |        |        |
| 1 2 3 4-10 11-30 poniżej 30 - – zawodnik nie wystartował |          |        |        |        |        |        |        |        |        |        |        |        |        |        |        |        |        |        |        |        |        |        |        |        |        |        |

## Puchar Kontynentalny

### Miejsca w klasyfikacji generalnej
| Sezon     | Miejsce |
| --------- | ------- |
| 1991/1992 | 62.     |
| 1992/1993 | 25.     |

### Miejsca w poszczególnych konkursachPucharu Kontynentalnego
| Źródło                                                                        | Źródło         | Źródło       | Źródło      | Źródło  | Źródło     | Źródło     | Źródło    | Źródło    | Źródło    | Źródło    | Źródło    | Źródło  | Źródło           | Źródło           | Źródło   | Źródło     | Źródło | Źródło | Źródło   | Źródło    | Źródło    | Źródło | Źródło | Źródło | Źródło | Źródło | Źródło | Źródło | Źródło | Źródło | Źródło | Źródło | Źródło | Źródło | Źródło | Źródło | Źródło | Źródło | Źródło | Źródło | Źródło | Źródło | Źródło | Źródło | Źródło | Źródło | Źródło | Źródło | Źródło | Źródło | Źródło | Źródło | Źródło | Źródło | Źródło | Źródło | Źródło | Źródło | Źródło |        |
| ----------------------------------------------------------------------------- | -------------- | ------------ | ----------- | ------- | ---------- | ---------- | --------- | --------- | --------- | --------- | --------- | ------- | ---------------- | ---------------- | -------- | ---------- | ------ | ------ | -------- | --------- | --------- | ------ | ------ | ------ | ------ | ------ | ------ | ------ | ------ | ------ | ------ | ------ | ------ | ------ | ------ | ------ | ------ | ------ | ------ | ------ | ------ | ------ | ------ | ------ | ------ | ------ | ------ | ------ | ------ | ------ | ------ | ------ | ------ | ------ | ------ | ------ | ------ | ------ | ------ | ------ |
| Sezon 1991/1992                                                               |                |              |             |         |            |            |           |           |           |           |           |         |                  |                  |          |            |        |        |          |           |           |        |        |        |        |        |        |        |        |        |        |        |        |        |        |        |        |        |        |        |        |        |        |        |        |        |        |        |        |        |        |        |        |        |        |        |        |        |        |        |
| Oberwiesenthal                                                                | Oberhof        | Courchevel   | Sankt Aegyd | Planica | Saalfelden | Ruhpolding | Liberec   | Harrachov | Willingen | Willingen | La Molina | Szczyrk | Schönwald        | Titisee-Neustadt | Chamonix | Le Brassus | Sprova | Meldal | Feldberg | Feldberg  | punkty    | punkty | punkty | punkty | punkty | punkty | punkty | punkty | punkty | punkty | punkty | punkty | punkty | punkty | punkty | punkty | punkty | punkty | punkty | punkty | punkty | punkty | punkty | punkty | punkty | punkty | punkty | punkty | punkty | punkty | punkty | punkty | punkty | punkty | punkty | punkty | punkty | punkty | punkty | punkty |
| -                                                                             | -              | 4            | -           | -       | -          | -          | -         | -         | -         | -         | -         | -       | -                | -                | -        | -          | -      | -      | -        | -         | 12        | 12     | 12     | 12     | 12     | 12     | 12     | 12     | 12     | 12     | 12     | 12     | 12     | 12     | 12     | 12     | 12     | 12     | 12     | 12     | 12     | 12     | 12     | 12     | 12     | 12     | 12     | 12     | 12     | 12     | 12     | 12     | 12     | 12     | 12     | 12     | 12     | 12     | 12     | 12     |
| Sezon 1992/1993                                                               |                |              |             |         |            |            |           |           |           |           |           |         |                  |                  |          |            |        |        |          |           |           |        |        |        |        |        |        |        |        |        |        |        |        |        |        |        |        |        |        |        |        |        |        |        |        |        |        |        |        |        |        |        |        |        |        |        |        |        |        |        |
| Oberwiesenthal                                                                | Oberwiesenthal | Sankt Moritz | Sankt Aegyd | Planica | Planica    | Wörgl      | Willingen | Willingen | Gallio    | Gallio    | Zakopane  | Szczyrk | Titisee-Neustadt | Schönwald        | Chamonix | Oberhof    | Sprova | Sprova | Kuopio   | Gällivare | Gällivare | punkty |        |        |        |        |        |        |        |        |        |        |        |        |        |        |        |        |        |        |        |        |        |        |        |        |        |        |        |        |        |        |        |        |        |        |        |        |        |        |
| -                                                                             | -              | -            | -           | 1       | 4          | -          | -         | -         | -         | -         | -         | -       | -                | -                | -        | -          | -      | -      | -        | -         | -         | 37     |        |        |        |        |        |        |        |        |        |        |        |        |        |        |        |        |        |        |        |        |        |        |        |        |        |        |        |        |        |        |        |        |        |        |        |        |        |        |
| Legenda                                                                       |                |              |             |         |            |            |           |           |           |           |           |         |                  |                  |          |            |        |        |          |           |           |        |        |        |        |        |        |        |        |        |        |        |        |        |        |        |        |        |        |        |        |        |        |        |        |        |        |        |        |        |        |        |        |        |        |        |        |        |        |        |
| 1 2 3 4-10 11-30 poniżej 30 dq – dyskwalifikacja - – zawodnik nie wystartował |                |              |             |         |            |            |           |           |           |           |           |         |                  |                  |          |            |        |        |          |           |           |        |        |        |        |        |        |        |        |        |        |        |        |        |        |        |        |        |        |        |        |        |        |        |        |        |        |        |        |        |        |        |        |        |        |        |        |        |        |        |